# Муравьиный лев Лухтанова
Муравьиный лев Лухтанова, или нейролеон Лухтанова (лат. Neuroleon lukhtanovi) — вид сетчатокрылых насекомых из семейства муравьиных львов (Myrmeleontidae). Вид относится к подроду Ganussa с широким сахаро-гобийским распространением. Видовое название дано в честь российского энтомолога Владимира Александровича Лухтанова.

## Описание
Один из наиболее мелких представителей семейства и самый мелкий его представитель в Палеарктике. Длина переднего крыла 10—16 мм. Тело стройное, тёмно-бурого цвета, небольшое. Шпоры на конечностях слабо изогнутые, небольшого размера и тонкие. Костальное поле на переднем крыле однорядное. В заднем крыле пресекторальное поле имеет одну поперечную жилку.

## Ареал
Вид преимущественно распространён в жарких пустынях Ирано-Туранской области и характеризуется фрагментарным ареалом: точки сборов разделены Каспийским морем. На территории России вид был обнаружен только в 2014 году в Дагестане.
Известен в Дагестане, Грузии, Казахстане, Таджикистане, Туркменистане, Азербайджане, Узбекистане и Иране. Возможно нахождение вида на территории Чеченской республики.

## Биология
Для взрослых муравьиных львов этого вида характерна сумеречная и ночная активность. В дневное время имаго держатся на сухой злаковой растительности, и возможно на деревьях. Населяет предгорные песчаные и глинистые пустыни и остепненные склоны, а также скальнощебнистые склоны с ксерофитной растительностью. Биология вида не изучена. Личинка не описана, однако известно, что она не сооружает ловчих воронок.